# Miss Monaco
Miss Monaco ou Miss Monte-Carlo, est un ancien concours de beauté féminine concernant les jeunes femmes de la principauté de Monaco. Lors de son existence, ce concours est qualificatif pour les élections de Miss Monde et Miss Europe. En 2015, la pré-sélection des candidats pour la nouvelle édition du concours de beauté Miss Monaco a commencé mais n’a jamais eu lieu.

## Lauréates
| Année | Nom                | Classement à Miss    | Commentaire(s)                                                       |
| ----- | ------------------ | -------------------- | -------------------------------------------------------------------- |
| 1953  | Elizabeth Chovisky | 4e à Miss Monde 1953 | Participe à Miss Monde et Miss Europe sous le titre Miss Monte-Carlo |
| 1955  | Josette Travers    |                      | Participe à Miss Monde                                               |